# محوطه سراب ذهاب ۲
محوطه سراب ذهاب ۲ مربوط به عصر مس - هزاره سوم قبل از میلاد - است و در شهرستان سرپل ذهاب، بخش مرکزی، دهستان دشت ذهاب، ۶۵۰ متری جنوب غرب روستای سراب ذهاب واقع شده و این اثر در تاریخ ۲۶ اسفند ۱۳۸۷ با شمارهٔ ثبت ۲۵۵۷۲ به‌عنوان یکی از آثار ملی ایران به ثبت رسیده است.